# Championnat de France féminin de kin-ball 2011-2012
Pour le championnat 2011-2012, six équipes sont inscrites. Chaque équipe joue 9 matchs qui sont répartis sur 13 journées.
Le championnat a utilisé la formule 3 de 7. Les équipes s'affrontent sur des périodes de 7 minutes. Le vainqueur de trois périodes remporte le match et se verra attribuer 4 points, le second se verra attribuer 2 points (après prolongation s'il le faut) et le troisième n'aura qu'un point (zéro pour forfait) auxquels il faut ajouter les points de périodes et les points d'esprits sportifs.

## Clubs et équipes engagés
- Kin-ball Association Rennes (2 équipes)
- SCO Kin-ball Angers (2 équipes)
- Junior Association de Quintin
- Ponts-de-Cé
- Nantes Atlantique Kin-ball Club (2 équipes)
- Couhé

## Classement
Vainqueur : Nantes 1
| Rang | Équipe      | Pts | J | 1re | 2e | 3e | NP | ES |
| ---- | ----------- | --- | - | --- | -- | -- | -- | -- |
| 1    | Nantes 1    | 157 | 9 | 8   | 1  | 0  | 26 | 45 |
| 2    | Quintin     | 144 | 9 | 7   | 1  | 1  | 22 | 44 |
| 3    | Rennes 1    | 144 | 9 | 6   | 3  | 0  | 22 | 44 |
| 4    | Angers 2    | 117 | 9 | 3   | 4  | 2  | 14 | 45 |
| 5    | Angers 1    | 105 | 9 | 2   | 4  | 3  | 10 | 45 |
| 6    | Ponts-de-Cé | 103 | 9 | 1   | 6  | 2  | 9  | 44 |
| 3    | Rennes 2    | 80  | 9 | 0   | 4  | 5  | 1  | 45 |
| 1    | Nantes 2    | 67  | 9 | 0   | 2  | 7  | 1  | 40 |
| 6    | Couhé       | 66  | 9 | 0   | 2  | 6  | 2  | 40 |